# 우크라이나 주둔 러시아 분리주의 세력
우크라이나 주둔 러시아 분리주의 세력, 우크라이나 내 친러시아 분리주의 세력 주로 도네츠크 인민공화국(DPR)과 루간스크 인민공화국(LPR)의 인민 민병대는 우크라이나 동부 돈바스 지역의 친러시아 준군사조직이었다. 이들은 러시아 연방의 전반적인 통제하에 있었다. 이들은 또한 러시아 대리군이라고도 불렸다. 그들은 러시아-우크라이나 전쟁의 첫 번째 단계인 돈바스 전쟁(2014~2022) 동안 활동했다. 그런 다음 그들은 2022년 러시아 침공 동안 우크라이나 군대에 맞서 러시아 군대를 지원했다. 2022년 9월 러시아는 DPR과 LPR을 합병하고 준군사조직을 자국 군대에 통합하기 시작했다. 이들은 우크라이나 정부에 의해 테러단체로 지정되었다.
분리주의 준군사조직은 2014년 우크라이나의 친러시아 소요 사태 때 결성됐다. 돈바스 인민 민병대는 2014년 3월 자신을 도네츠크주의 "인민 총독"이라고 선언한 파벨 구바레프에 의해 창설되었으며, 남동부군은 루간스크주에서 창설되었다. 돈바스 전쟁은 이들 단체가 돈바스에 있는 우크라이나 정부 건물을 점거하고 우크라이나군이 그들을 상대로 대테러 작전을 시작한 이후 2014년 4월에 시작되었다.
돈바스 전쟁 당시 러시아 극우 단체들은 분리주의자 모집에 크게 관여했고, 많은 극우 활동가들이 이에 합류해 자원봉사 부대를 결성했다. 러시아 분리주의자들은 말레이시아 항공 17편 격추와 마리우폴 로켓 공격 등 전쟁 범죄에 책임이 있다고 주장했지만, 그들은 이를 부인했다. 민병대는 또한 돈바스 민간인에 대한 불법 납치, 구금, 고문을 담당했다.
분리주의 준군사조직은 러시아군의 지원을 받았으며 러시아군의 대리인이었다. 우크라이나와 미국, 그리고 일부 분석가들은 이들이 러시아 제8연합군의 지휘하에 있는 것으로 간주했다. 러시아 정부는 종종 직접적인 개입을 부인했지만 증거에 따르면 그렇지 않은 것으로 나타났다. 분리주의자들은 러시아로부터 무기와 보급품을 받고 그곳에서 훈련을 받았으며 수천 명의 러시아 시민이 소속되어 있음을 인정했다. 2015년 9월까지 대대급 이상의 분리주의 부대는 러시아군 장교의 지휘 하에 활동하고 있었다. 2023년 러시아는 돈바스 전쟁에 참전한 분리주의자들을 러시아 전투 참전 용사 지위를 받을 자격이 있다고 인정했다.
"민병대"라고 불렸지만 2022년 러시아 침공 직전에 분리주의 공화국은 러시아를 위해 싸우기 위해 강제 징병을 시작했다. Donbas 징집병은 러시아군의 "대포 사료"(cannon fodder)로 묘사되었다. 공식 분리주의자 소식통에 따르면 2022년 11월까지 분리주의자 부대의 사상자율은 거의 50%에 달했다.

## 같이 보기
- 2014년 우크라이나 친러시아 분쟁
- 도네츠크 인민공화국
- 루간스크 인민공화국
- 2014년 돈바스 지위 주민투표